# Westliche Beresina
Die Westliche Beresina (belarussisch Заходняя Бярэзіна oder kurz: Beresina) ist ein etwa 215 km langer rechter Nebenfluss der Memel in Belarus.

## Flusslauf
Die Westliche Beresina entspringt im Rajon Waloschyn, 35 km westnordwestlich von Minsk auf einer Höhe von etwa 300 m. Sie fließt anfangs etwa 45 km nach Nordwesten und passiert dabei die Orte Dubrovo und Haradok. Anschließend, 12 km südsüdwestlich der Stadt Maladsetschna, wendet sich die Westliche Beresina nach Westen. Bei Padbjareej biegt der Fluss nach Süden und wenig später nach Südosten ab. 8 km westnordwestlich der Stadt Waloschyn wendet sich der Fluss nach Südwesten. Bei Flusskilometer 44 passiert der Fluss den am rechten Flussufer gelegene Ort Bakschty. 41 km oberhalb der Mündung trifft der größte Nebenfluss, der Islatsch, linksseitig auf die Westliche Beresina. Letztere mündet schließlich 19 km südöstlich der Stadt Iuje auf einer Höhe von 130 m in die Memel. Die Westliche Beresina bildet entlang ihrem gesamten Flusslauf zahlreiche Flussschlingen auf.